# Dengeki hp
Dengeki hp (電撃hp?) era una rivista giapponese pubblicata dalla MediaWorks, focalizzata sulla pubblicazione di light novel per un pubblico seinen. La prima uscita avvenne il 18 dicembre 1998, venne pubblicata per 8 uscite 3 volte l'anno; dopo di ciò cominciò la sua pubblicazione bimestrale, sino al 10 ottobre 2007, data della sua ultima uscita.
Dal dicembre 2007 la Dengeki hp è sostituita dal Dengeki Bunko Magazine.

## Serie pubblicate
- 9S
- Aruhi, Bakudan ga Ochide Kite
- Shinigami no Ballad
- Bokusatsu tenshi Dokuro-chan
- Cheerful Charmer Momo
- E.G. Combat
- Hanbun no tsuki ga noboru sora
- Inside World
- Inukami!
- Kino's Journey
- Mamoru-kun ni Megami no Shukufuku wo!
- Shakugan no Shana
- Tensō no Shita no Bashireisu
- Thunder Girl!
- Toradora!
- Watashitachi no Tamura-kun